# 于頔

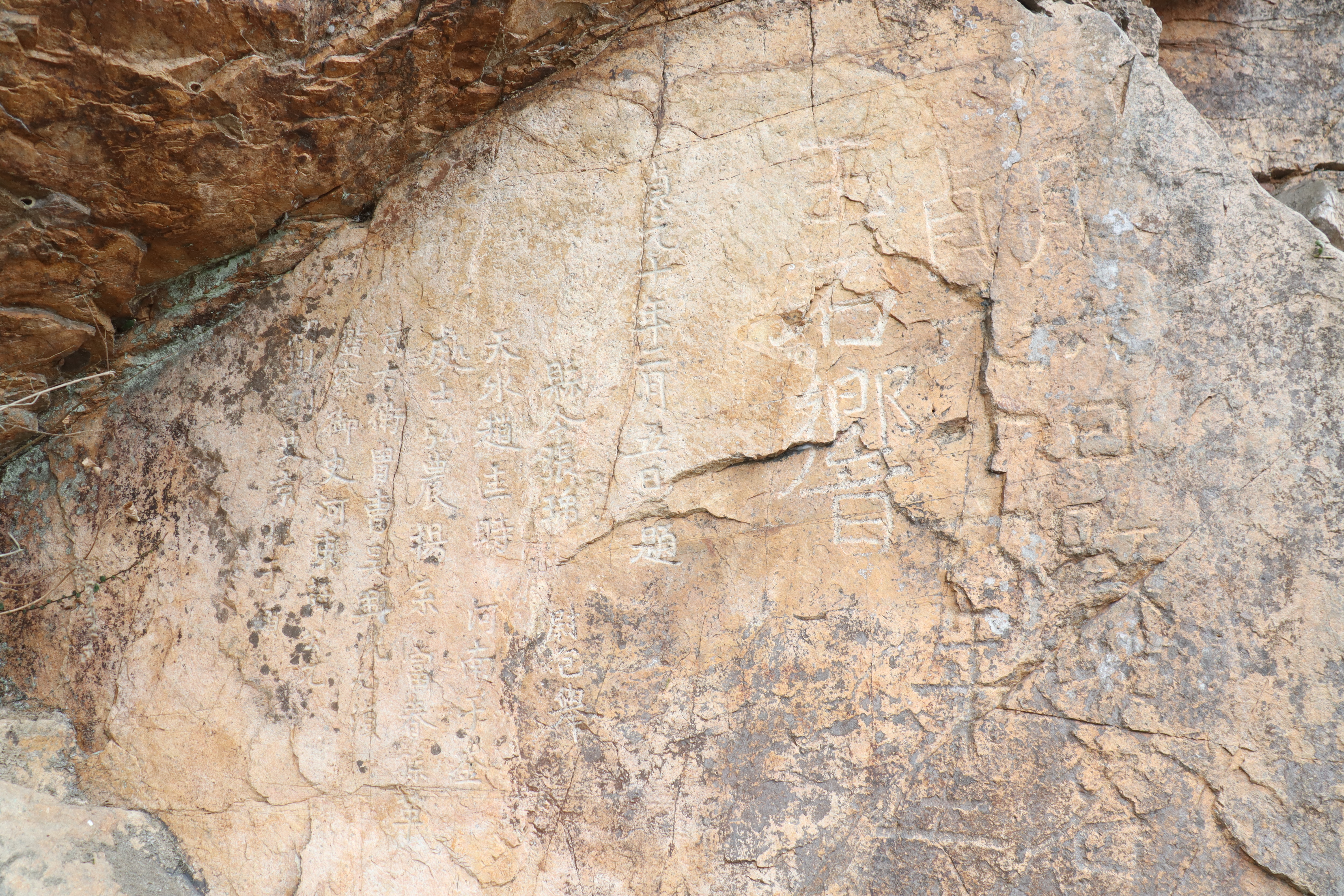
于頔貞元十年（794）武康（今德清縣）響應山下龍潭題名：湖州刺史京兆于頔、監察御史河東薛公允、前右衛胄曹吳興沈必復、處士弘農楊系、富春孫革、天水趙匡時、河南于崟、縣令張瑀、尉包舉。貞元十年二月五日題。玉石響，貞元十六年二月六日改此名。

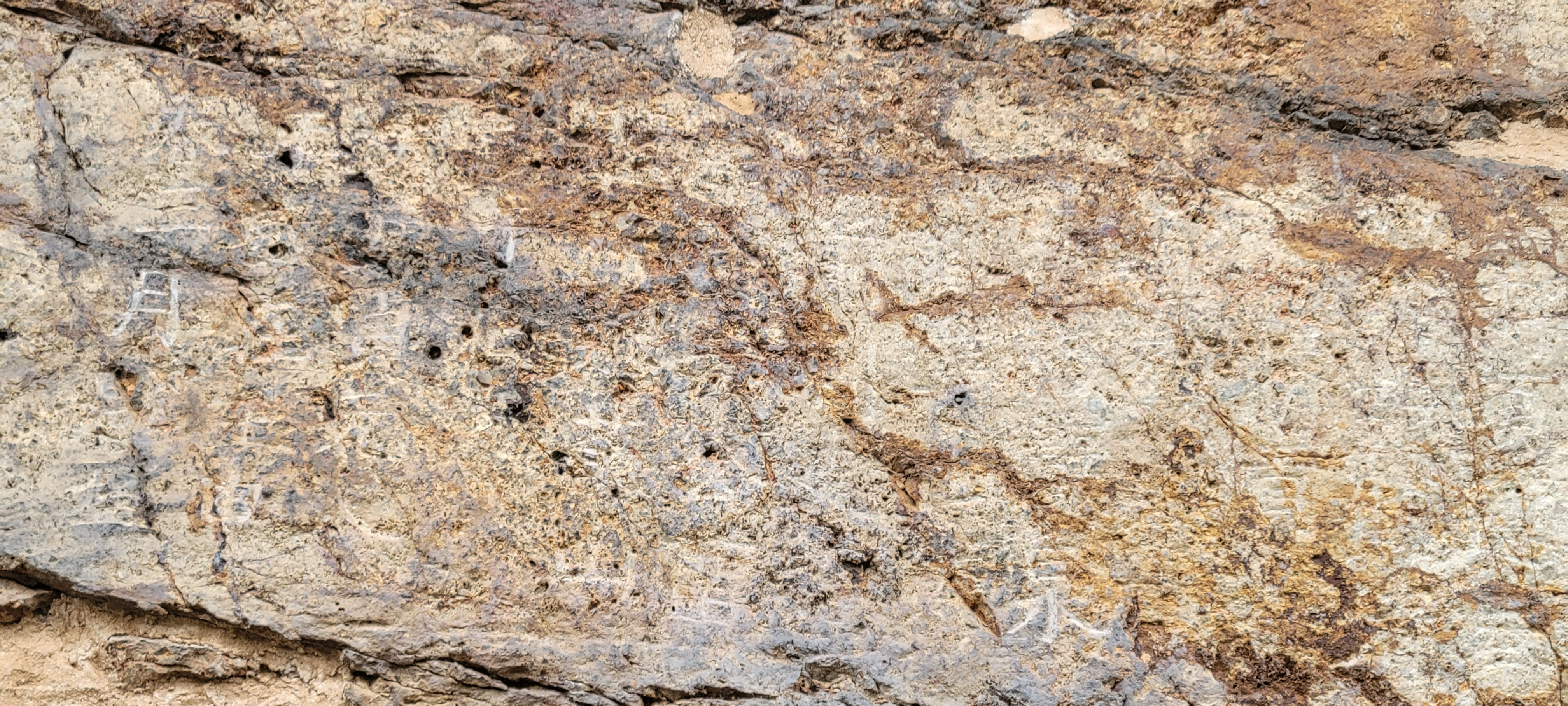
于頔在长兴顾渚山最高堂留下的题名：使持节湖州诸军事刺史臣于頔，遵奉诏命诣顾渚茶院，修贡毕，登西顾山最高堂，汲岩泉，试茶华山□，观前刺史给事中袁公留题，留刻茶山诗于石。大唐贞元八年，岁在壬申春三月既望。

于頔（8世紀—818年），唐朝大臣。字允元，河南府（今河南省洛阳市）人，北周太傅、燕文公于谨七世孙。
开始荫补千牛，转任华阴县尉、司门员外郎，兼侍御史，为吐蕃计会使，有出使专对之能。历任长安县令、驾部郎中。唐德宗时任湖州刺史。南朝时湖州西湖有可灌溉田地3000顷，年久湮没，他兴工设堤塘加以修复,粳稻、蒲鱼收获颇多。后改苏州刺史，浚沟渎，整街衢，废淫祠。由大理卿迁陕虢观察使。自以为得志，陵虐下属，府掾姚岘不胜其虐，与其弟泛舟於河时，投河而死。
贞元十四年（798年），任襄州刺史、充山南东道节度使，次年，率兵东至唐州击败淮西叛镇吴少诚，收复吴房县、朗山县。后他广募战士，扩充实力，公然聚敛，恣意专杀，以凌上威下为务，向德宗要求提升襄州为大都督府，德宗无奈答应，遂成为汉南重要割据势力。累迁至检校尚书左仆射、同中书门下平章事，封燕国公。时常不奉诏旨，擅自进兵南阳，朝廷几为之旰食。唐宪宗时，藩镇势力较弱，稍戒惧，以第四子于季友请求尚公主。宪宗以长女永昌公主下嫁。在其第二子于方屡次劝谏下，才入朝面圣，元和三年（808年），入朝拜司空、同中书门下平章事，元和八年（813年），因其子于敏被奴仆王再荣告发杀人，贬为恩王傅。同年十月改授太子宾客（《新唐书》为户部尚书）。十三年致仕，八月卒，赠太保，谥曰“厉”。后其子于季友向唐穆宗求情，改赐谥曰“思”。

## 子女
- 于正，赞善大夫
- 第二子：于方，秘书丞
- 于敏
- 第四子：于季友，驸马都尉